# Mathilde Abbt
Mathilde Abbt (* 1. April 1890 in Hermetschwil; † 13. Januar 1957 ebenda) war eine Schweizer Malerin und Zeichenlehrerin. Ihr Werk umfasst Landschaften, Stillleben und Interieurs.

## Leben und Werk
Mathilde Abbt war 1909 eine Schülerin von Hermann Gattiker. Von 1910 bis 1913 besuchte sie die Kunstgewerbeschule München und schloss diese mit dem Bayerischen Staatsexamen als Zeichenlehrerin ab. Anschliessend unterrichtete sie für ein Jahr an der höheren Töchterschule in Mainz. 1914 hielt sie sich zur Weiterbildung für ein Semester an der Münchner Damenakademie auf, wo sie eine Schülerin von Emilie von Hallavanya war.
Mathilde Abbt  unterrichtete 1915/1916 am Institut Baldegg. Anschliessend hielt sie sich für drei Jahre in Spanien auf, wo sie u. a. unter Manuel Lopez de Poyola Studien im Museo del Prado durchführte. Wieder in Hermetschwil lebte sie im väterlichen Haus. Ihr Künstleratelier bezog sie im «Schlössli» in Bremgarten. Dort schuf sie zahlreiche Werke, die sie 1938, 1945, 1948 und 1950 ausstellte.
Mathilde Abbt unternahm 1925 eine Studienreise nach Italien und 1938 eine Studienreise nach Frankreich.